# Шенер, Айдан
Айдан Шенер (тур. Aydan Şener) (род. 1 марта 1963) — турецкая модель и киноактриса, известная ролью Фериде в мини-сериале «Королёк — птичка певчая».

## Биография
Айдан Шенер родилась 1 марта 1963 года в маленьком городке Килис на юго-востоке Турции в татарской семье музыковеда и домохозяйки.
Предки Айдан Шенер по отцовской линии имеют крымскотатарские корни. В 2013 году она даже посетила родину предков. В Крыму актриса планировала сыграть в сериале о Крымском ханстве «Звезды Бахчисарая». Но этому, к сожалению, не суждено было сбыться.
Впервые актриса побывала на родине своих предков в 2013 г. Она посетила Акмесджит (Симферополь) и Бахчисарай. Наибольшее впечатление на неё произвёл Фонтан слёз в Бахчисарайском ханском дворце. В 1877 году, не желая принимать крещение, её прадед с семьёй эмигрировали. Тогда многие мусульмане, не желая принимать христианство, покидали родные места и переселялись в Турцию.
Когда Айдан Шенер была ещё совсем маленькой, её родители переехали в Бурсу, где она окончила школу.
В восемнадцать лет Айдан Шенер выиграла конкурс красоты «Мисс Турция», и представляла свою страну на «Мисс Мира» 1981 года. Но в тот раз корона досталась венесуэлке Пилин Леон. После получения титула «Мисс Турция» она успешно реализовывала себя в модельном бизнесе. Также снималась в рекламе.
Вскоре дебютировала в кино. Роль Фериде в сериале «Королёк — птичка певчая» принесла ей мировую славу.
В 1983 году Айдан Шенер вышла замуж за Айхана Акбина. В то время он был игроком сборной Турции по футболу. Через пять лет у них родилась дочь Эджем (Ecem). Но в 1991 году супруги развелись.

## Кинокарьера
Айдан Шенер стала известна ролью Фериде в экранизации книги Решата Нури Гюнтекина «Королёк — птичка певчая». Роман был признан мировой классикой. Режиссёром фильма стал Осман Седен.
Ещё одним известным фильмом актрисы стал «Млечный путь». Айдан исполнила роль главной героини Зюляль.
Потом она исполнила роль «ночной бабочки» Муалла-ханым в «Заклеймённых розах» («Mühürlü güller»).
В основном, снималась в драматических и мелодраматических сериалах. Как признаётся сама Айдан Шенер: «В Турции фильмы снимаются, но не так много, как хотелось бы. У нас достаточно много профессиональных, интересных актёров, но они, чтобы заработать на жизнь, вынуждены участвовать в каких-то телевизионных проектах, сниматься в рекламе».
Периодически актрису можно увидеть в популярных шоу и телепередачах.

## Посещение Казани
В июне 2004 года Айдан Шенер по приглашению Министерства культуры Республики Татарстан посетила Казань. В Россию она прилетела вместе с отцом, который очень хотел увидеть землю своих предков. Актриса стала гостьей на выпускном балу учащихся татарско-турецкого лицея, присутствовала на открытии международной конференции городов Всемирного наследия Евразии, а также приняла участие в праздновании национального татарского праздника Сабантуй.
В 2007 году актриса вновь побывала в Казани. В этот раз Айдан прилетела на торжественное закрытие III международного Кинофестиваля Мусульманского Кино «Золотой Минбар». Вместе с Мустафой Балчиком вручила Специальный приз международной организации ТЮРКСОЙ «за отражение культуры и традиций народов тюркского мира» режиссёру фильма «Бабай» Альберту Шакирову.
О своём приезде Айдан Шенер отозвалась так: «Я приезжала в Казань 3 года назад и рада приехать сюда снова. Этот фестиваль вносит важный вклад в развитие кинематографа».

## Фильмография
- «Küçük Ağa» (ТВ) (1983) — Эмине
- «Королёк — птичка певчая» (1986) — Фериде
- Yeniden dogmak (сериал) (1987) — Фатма
- «Млечный путь» (1989) — Зюляль
- «Два лица Стамбула» (ТВ) (1991)
- Yol Palas Cinayeti (сериал) (1991)
- «Ay Işığında Saklıdır»(ТВ) (1996) — Шуле
- «Yüzlesme» (ТВ) (1996) — Гюляй Гюль
- «Bir askin bittigi yer» (1996) — Айша
- «Nefes Alamıyorum» (сериал) (1996) — Суна
- «Nice yillardan sonra» (сериал) (1997) — Нильгун
- «Huznun yuzu» (ТВ) (1997) — Ебру Ертюрк
- «Ah Nalan Ah» (ТВ) (1997) — Налан
- Sakin Kasabanın Kadını (1997) — Серап
- «Kumru» (ТВ) (2000) — Кумру
- «Mühürlü güller» (сериал) (2003) — Муалла
- «Beni bekledinse» (ТВ) (2004) — Эмине
- «Masum degiliz» (сериал) (2005) — Зейда
- «Evimin Erkeği» (сериал) (2007)
- «Fikrimin İnce Gülü» (сериал) (2007) — Зехра
- «Sürgün Hayatlar» (сериал) (2008) — Эулюль
- «Kırmızı Işık» (сериал) (2008) — Сунушу
- «Yıllar sonra» (2011)
- «Kalbimdeki deniz» (сериал) (2017) — Zahide Oğuz